# Шебзухов, Залим Борисович
Залим Борисович Шебзухов (6 октября 1986 — 17 августа 2016) — кабардинский исламист, один из лидеров боевиков Северного Кавказа, амир «вилаята Кабарды, Балкарии и Карачая Имарата Кавказ».

## Биография
Залим был заключён в тюрьму на два года после ареста 7 декабря 2007 года. 24 июня 2009 года он был освобождён. Вскоре после этого Залим присоединился к «Имарату Кавказ»у. 16 апреля 2015 года Национальный антитеррористический комитет объявил о его смерти во время спецоперации в Нальчике, но вскоре после этого комитет сообщил СМИ, что он ошибся, и во время этой акции был убит другой боевик (Заур Прокопчук). 10 ноября 2015 года российский спецназ объявил о уничтожении Роберта Занкишиева, который возглавлял боевиков Кабардино-Балкарии. 28 декабря 2015 года Залим заменил Роберта на посту главы террористической организации в Кабардино-Балкарии, и вскоре его организация стала частью «Имарата Кавказ».

## Смерть
В течение некого времени его местоположение было неизвестно, пока полиция Санкт-Петербурга не получила информацию о том, что Залим, возможно, прячется в городе. Он был убит российскими силами безопасности вместе с Астемиром Шериевым и Вячеславом Ныровым во время рейда на квартиру Залима в Санкт-Петербурге в августе 2016 года.